# TR-069
TR-069 (Technical Report 069 의 약자)는 DSL 포럼 (이후 Broadband 포럼으로 변경)의 기술 명세서이다. 이 문서의 정식 명칭은 CPE WAN Management Protocol (CWMP)이다. 이 문서는 말단 사용자 장치를 관리하기 위한 사용자 계층 프로토콜을 정의하고 있다.
TR-069 프로토콜은 양방향 SOAP/HTTP을 기반으로 customer-premises equipment (CPE) 와 Auto Configuration Servers (ACS) 간 통신을 가능하게 한다. 또한 안전한 자동 설정 기능을 제공하며 통합 환경 내에서 다른 CPE 관리 함수를 제어하고 동작시킬 수 있도록 해준다. 브로드밴드 시장이 활성화 되면서 여러개의 다른 종류의 인터넷 접속 또한 많이 생겨났다. ( 모뎀, 라우터, 게이트웨이, 세트톱박스, VoIP-phone 등). 또한 동시에 이러한 장비들을 설정하는 것은 더욱 복잡해졌다. 말단 사용자에게는 이러한 설정이 더욱 어려운데 이러한 이유로 TR-069 표준이 개발되었다.
TR-069 표준은 여러 가지 접속 방법에 대한 자동 설정을 제공한다. 이에대한 구체적인 기술적인 사항은 Broadband 포럼에서 관리하고 발행하고 있다. TR-069을 이용해서 말단 장비들은 자동 설정 서버 (Auto Configuration Servers) (ACS)에 접속하고 필요한 설정을 자동으로 받아오게 된다. 이렇게 함으로써 사용자가 따로 설정하지 않아도 필요한 서비스를 사용하는 것이 가능해진다. TR-069는 DSL broadband 시장에서 터미널을 활성화하기 위해 현재 사용중인 표준이다.

## 오픈소스
TR-069를 지원하기 위한 다음과 같은 오픈소스 프로젝트들이 있다.
- http://code.google.com/p/tr069/
- http://sourceforge.net/projects/cpe/
- http://sourceforge.net/projects/freeacs/
- http://sourceforge.net/projects/openacs/
- http://sourceforge.net/projects/osacs/
- EasyCwmpcwmp 클라이언트의 오픈 소스 구현 개발 C/SHELL

## 같이 보기
- 무선 라우터

## 참고
- TR-069 Amendment 2 CPE WAN Management Protocol v1.1 (Release 3.0)